# Zisis Ikonomou

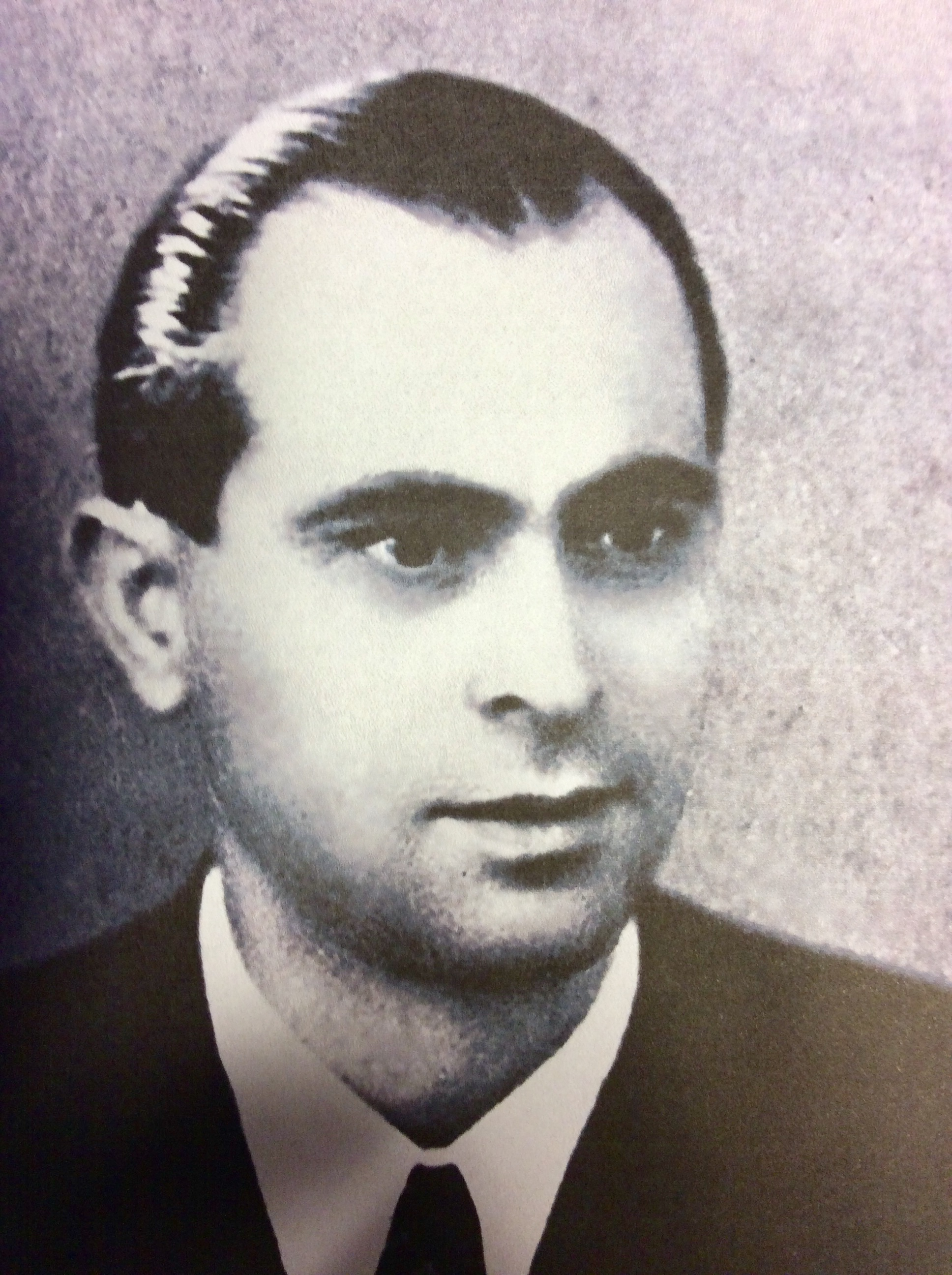
Zisis Ikonomou

Zisis Ikonomou (griechisch Ζήσης Οικονόμου ['zizis ikɔ'nɔmu] auch Oikonomou oder Economou; * 25. April 1911 auf Skiathos, Griechenland; † 3. August 2005 auf Skiathos) war ein griechischer Dichter und Prosa-Schriftsteller. 1977 erhielt er den Dichterpreis der Athener Akademie für seine gesamten dichterischen Werke und speziell für sein Buch „Heitere Stille“ («Αιθρία σιγή»). 1995 wurde er mit dem staatlichen Dichterpreis Griechenlands geehrt.

## Leben
Seine Kinderjahre verbrachte Ikonomou auf der griechischen Insel Skiathos. Sein Vater war Kapitän und Eigentümer eines Segelschiffes. Er starb, als Zisis Ikonomou 10 Jahre alt war. Seine Mutter schaffte es, ihn und seine zwei Geschwister großzuziehen, indem sie am Webstuhl arbeitete und mit Teppichen aus Skiathos handelte.
Zisis Ikonomou ist in der Zwischenkriegsgeneration der griechischen Dichter angesiedelt. Sein dichterischer Werdegang deckt einen breiten thematischen und stilistischen Bereich ab. In der Literatur erschien Zisis Ikonomou zum ersten Mal 1930 mit einer Publikation von Texten in der Zeitschrift „Nea Genia“. 1934 wurde seine erste Gedichtsammlung veröffentlicht.
Im griechisch-italienischen Krieg (1940/41) war Ikonomou Dolmetscher für Italienisch und Deutsch im Stab des 3. Militärkorps. In der Zeit von 1941 bis 1945, während der griechischen Besatzung, diente ein kleines Schiff ihm und seiner Frau Eugenia (geborene Deligianni) als Wohnsitz. Sie bereisten damit die Inseln und Meere der nördlichen Ägäis und des Golfs von Euböa – bis sie für verdächtig gehalten und in Vernehmungen durch Italiener, Deutsche und selbst durch ihre eigenen Landsleute drangsaliert wurden. Seine ausgezeichneten Sprachkenntnisse, seine Aufrichtigkeit und Furchtlosigkeit halfen Ikonomou, den vielen gefährlichen Situationen dieser Zeit immer wieder zu entkommen.
Ikonomou war äußerst sprachbegabt. Er beherrschte 10 Sprachen und beschäftigte sich mit kultur-, klassen- und politikübergreifenden Lebensfragen. Leidenschaftlich gerne ging Ikonomou auf Reisen. Seine Erfahrungen, Erkenntnisse und Eindrücke veröffentlichte er in Zeitschriften und Zeitungen – unter seinem Namen, aber auch unter Pseudonym.
Von Mitte der 1950er Jahre bis 1976 unterbrach er seine Veröffentlichungen und beschäftigte sich mit Forschungsarbeiten über Metalinguistik, Soziologie und Politik. Sein Hauptziel war die Suche nach einer einheitlichen Weltanschauung, die Elemente aus allen Wissensbereichen schöpfen sollte. Ausgehend von einer optimistischen Weltsicht des Futurismus und des Surrealismus und vom Loblied auf die modernen Technologien ging er schnell über in die Phase des Rückzugs und des Vorbehalts gegenüber dem westlichen Rationalismus und orientierte sich an einer individualistischen Weltsicht, die durch das Studium der östlichen Religionen beeinflusst wurde (hauptsächlich des Buddhismus) und von Philosophen wie Schopenhauer, Berdjajew und Keyserling. Sein Suchen hatte Auswirkung auf seine Dichtung, die allmählich zu einer immer schlichteren und wirksameren Sprache fand. Er befasste sich auch mit dem Theater und schrieb mehrere Stücke.
In seiner Athener Zeit entwickelten sich viele Bekanntschaften und gute Freundschaften. Zu seinen intellektuellen und literarischen Freunden in Athen zählten u. a. Dimis Apostolopoulos, Sarantaris, Varikas, Ritsos und Kazantzakis.
Ikonomou blieb immer ein unparteiischer Forscher. Sein ungebundenes, freies Denken und Handeln erregte nicht selten den Widerstand seiner Landsleute und literarischen Kollegen.
Im Alter kehrte Ikonomou wieder auf seine Heimatinsel Skiathos zurück.

## Werke
Das literarische Werk von Zisis Ikonomou umfasst die Bereiche Dichtung, Tagebücher, Essays, Studien und Theater.

### Dichtung
- Η εποποιία των αγενών μετάλλων. 1934.
- Ο κόσμος στη δύση του. 1935.
- Ανάρρωση. 1935.
- Τοπία. 1936.
- Η προσευχή της γης. Athen 1938.
- Ωκεάνεια. Govostis, Athen 1939.
- Η συνοδεία του ανέμου. Govostis, Athen 1945.
- Στο σταυροδρόμι του χρόνου· Ποιήματα. Govostis, Athen 1946.
- Προς τον καθαρό εαυτό. 1953.
- Αιθρία σιγή. Kedros, Athen 1976.
- Ποιήματα 1934–1953. Kedros, Athen 1977.
- Και επί γης ειρήνη. Kedros, Athen 1984.
- Μαύρο χιούμορ γιαυτά που μας συμβαίνουν. 1988.

### Tagebücher
- Το ημερολόγιο ενός ζώου. Govostis, Athen 1938.
- Το ημερολόγιο της ερημιάς και της σιωπής. Polytypo, Athen 1989.

### Essays
- Η διαμονή εκείνου που έφυγε. 1938.
- Περ’ απ’ τον παράδεισο της κοινότητας. Govostis, Athen 1939.
- Η ομολογία της ταπείνωσης. Govostis, Athen 1944.
- Πολιτική και πνεύμα. Govostis, Athen 1944.
- Σκέψεις για τη μουσική και για την ποίηση. 1946.
- Μοίρα και λόγος. Govostis, Athen 1948.
- Μηδενισμός και ψυχική επανάσταση. 1978.
- Πολιτισμός θανάτου και ζωτική εγρήγορση. 1982.
- Η γυναίκα της ανδροκρατίας και οι κοινωνίες των υπερκαταναλώσεων. Polytypo, Athen 19xx.
- Χρονικό της Νέας Ευταξίας για τη Νέα Εποχή (άλλα σατιρικά και άλλα). Polytypo, Athen 1994.

### Studien
- Ο Παπαδιαμάντης και το νησί του (μικρογραφία της ανθρωπότητας). Athen 1979.

### Theater
- Το κάτω πάτωμα· Drama in drei Akten und fünf Bildern. Govostis, Athen 1947.
- Νεκρή ζώνη. 1947.
- Ώρα να πιείτε το τσάι σας· Drama in drei Akten. Govostis, Athen 1947.
- Το στοιχειωμένο σπίτι· Drama. Govostis, Athen 1948.
- Η επιστροφή του ασώτου· Drama in zwei Akten und drei Szenen. Govostis, Athen 1948.
- Το μακρινό ταξίδι και δύο άλλα μονόπρακτα. Govostis, Athen 1949.

## Übersetzungen

### Englisch
- Kimon Friar: Modern Greek Poetry, Efstathiadis Group, Athen 1982, S. 248–252 (4 Gedichte).

### Deutsch
- Zisis Oikonomou: Heitere Stille, Gedichte, Zweisprachig: Griechisch-Deutsch, Übersetzung: Leo Mergel, Verlag: O.L. Mergel, Eutingen 2018, ISBN 978-3-7450-7307-2 (67 Gedichte).

## Auszeichnungen
1977 erhielt Zisis Ikonomou den Dichterpreis der Athener Akademie für seine gesamten dichterischen Werke und speziell für sein Buch „Heitere Stille“ (griechisch: „Αιθρία σιγή“).
1995 wurde er geehrt mit dem staatlichen Dichterpreis Griechenlands für sein Buch „Chronik der neuen Ordnung für das neue Zeitalter“ (griechisch: „Χρονικό της Νέας Ευταξίας για τη Νέα Εποχή“) und die Gesamtheit seiner Werke.

## Zisis Oikonomou Museum
In seinem Testament vermachte Zisis Oikonomou sein Geburtshaus der Gemeinde Skiathos zur Nutzung für kulturelle Zwecke. Nach der Restaurierung mit regionalen und lokalen Mitteln hat die Gemeinde das Haus in ein Museum umgewandelt, um das reiche geistige Erbe von Zisis Oikonomou mit persönlichen Gegenständen und Erinnerungsstücken zu präsentieren. In Bild, Text und Ton bekommt der Besucher einen Einblick in das Leben und das Werk des Dichters. Alle Informationen werden in neun Sprachen angeboten (Griechisch, Englisch, Deutsch, Französisch, Italienisch, Russisch, Schwedisch, Norwegisch, Dänisch) und können via QR-Code auf dem Handy der Besucher ausgegeben werden. Im Internet gibt es die Möglichkeit zu einer virtuellen Tour durch das Museum (siehe Weblinks).